# Ora (geldeenheid)
De ora (symbool: Φ, uitspraak: [ʊə.ra]) is de lokale (alternatieve) geldeenheid van het Zuid-Afrikaanse Afrikaner-dorp Orania. De ora heeft een vaste wisselkoers van 1:1 met de Zuid-Afrikaanse rand.
De ora wordt uitgegeven door de Orania Sakekamer en financieel beheerd door de plaatselijke OSK Koöperatiewe Bank. Om de vaste wisselkoers met de rand te garanderen, heeft de OSK Koöperatiewe Bank voor elke ora in omloop een rand in kas. In 2017 was er Φ3.850.000 (ongeveer €300.000) in omloop.

## Introductie
Vanaf 2002 onderzocht Orania een manier om een eigen geldstelsel op te zetten, als deel van haar streven naar zelfbeschikking. Het idee was dat Orania zoveel mogelijk instrumenten wil hebben om haar eigen economie te stimuleren. Een eigen geldstelsel zou ervoor zorgen dat geld lokaal wordt uitgegeven en niet uit de gemeenschap verdwijnt. Aangezien het niet mogelijk was om een nieuw wettelijk betaalmiddel in te voeren, is de ora feitelijk een tegoedbonnensysteem.
De eerste biljetten van de ora werden in april 2004 uitgegeven. De naam "ora" is niet alleen afgeleid van de naam van het dorp waar het circuleert, maar ook van het Latijnse woord aurum, dat "goud" betekent.
De ora heeft geen munten. Aangezien de ora één op één inwisselbaar is met de Zuid-Afrikaanse rand wordt het aankoopbedrag bij aankopen, waarbij het aankoopbedrag niet te betalen is met de ora, vaak aangevuld met muntgeld van de Zuid-Afrikaanse rand. Sommige bedrijven in Orania geven 5% korting wanneer men met de ora betaalt. Sommige bedrijven in Orania betalen hun werknemers uit in ora en winkels gebruiken de ora ook als wisselgeld bij het afrekenen. Naast het gebruik in Orania wordt de Ora informeel ook geaccepteerd in omliggende dorpen.
Vanaf 2017 wordt onderzocht of de ora ook als giraal geld gebruikt kan worden, waardoor gebruikers ook een betaalrekening in ora kunnen krijgen en elkaar onderling in ora kunnen betalen.

## Biljetten
De ora heeft verschillende biljetten in de waarde van 10, 20, 50 en 100 Ora. In 2014 werd het biljet van 200 ora geïntroduceerd. Het biljet van 10 ora staat voor de Afrikaner-geschiedenis, het biljet van Φ20 voor de kunst, het biljet van Φ50 voor de Afrikaner cultuur, het biljet van Φ100 voor Orania zelf en het biljet van Φ200 voor het leven in Orania. Daarnaast staat op de voorkant van biljet staat ook een natuurafbeelding en op de achterkant staan advertenties van lokale bedrijven.

## Reeksen
Vanaf de introductie in 2004 zijn er zes reeksen van de ora geweest. Sinds 2008 worden de reeksen elke drie jaar vervangen. Daardoor heeft elk biljet (en elke reeks) een vooraf vastgestelde vervaldatum. Na de introductie van een nieuwe reeks is er de mogelijkheid om oude biljetten in te leveren. Door de reeksen tijdelijk te maken, kunnen betere echtheidskenmerken op de biljetten gebruikt worden en is er minder kans op slijtage van de biljetten.
| Reeks   | Introductiedatum | Grootte van de reeks |
| ------- | ---------------- | -------------------- |
| A-reeks | 29 april 2004    | Φ240.000             |
| B-reeks | 13 april 2006    | Φ412.000             |
| C-reeks | 12 april 2008    |                      |
| D-reeks | 6 april 2011     | Φ580.000             |
| E-reeks | 3 april 2014     | Φ850.000             |
| F-reeks | 6 april 2017     | Φ3.850.000           |